# Championnat du monde de danse hip-hop
 (mars 2025).
Si vous disposez d'ouvrages ou d'articles de référence ou si vous connaissez des sites web de qualité traitant du thème abordé ici, merci de compléter l'article en donnant les références utiles à sa vérifiabilité et en les liant à la section « Notes et références ».
 (mars 2025).
La mise en forme du texte ne suit pas les recommandations de Wikipédia : il faut le « wikifier ».
Les points d'amélioration suivants sont les cas les plus fréquents :
- Les titres sont pré-formatés par le logiciel. Ils ne sont ni en capitales, ni en gras.
- Le texte ne doit pas être écrit en capitales (les noms de famille non plus), ni en gras, ni en italique, ni en « petit »…
- Le gras n'est utilisé que pour surligner le titre de l'article dans l'introduction, une seule fois.
- L'italique est rarement utilisé : mots en langue étrangère, titres d'œuvres, noms de bateaux, etc.
- Les citations ne sont pas en italique mais en corps de texte normal. Elles sont entourées par des guillemets français : « et ».
- Les listes à puces sont à éviter, des paragraphes rédigés étant largement préférés. Les tableaux sont à réserver à la présentation de données structurées (résultats, etc.).
- Les appels de note de bas de page (petits chiffres en exposant, introduits par l'outil «  Source ») sont à placer entre la fin de phrase et le point final[comme ça].
- Les liens internes (vers d'autres articles de Wikipédia) sont à choisir avec parcimonie. Créez des liens vers des articles approfondissant le sujet. Les termes génériques sans rapport avec le sujet sont à éviter, ainsi que les répétitions de liens vers un même terme.
- Les liens externes sont à placer uniquement dans une section « Liens externes », à la fin de l'article. Ces liens sont à choisir avec parcimonie suivant les règles définies. Si un lien sert de source à l'article, son insertion dans le texte est à faire par les notes de bas de page.
- La présentation des références doit suivre les conventions bibliographiques. Il est recommandé d'utiliser les modèles {{Ouvrage}}, {{Chapitre}}, {{Article}}, {{Lien web}} et/ou {{Bibliographie}}. Le mode d'édition visuel peut mettre en forme automatiquement les références.
- Insérer une infobox (cadre d'informations à droite) n'est pas obligatoire pour parachever la mise en page.

Pour une aide détaillée, merci de consulter Aide:Wikification.
Si vous pensez que ces points ont été résolus, vous pouvez retirer ce bandeau et améliorer la mise en forme d'un autre article.
 (mars 2025).
Le World Hip Hop Dance Championship est une compétition internationale de danse hip-hop créée en 2002 par les cofondateurs du Hip Hop International (HHI), Howard et Karen Schwartz, qui ont également créé la série télévisée de télé-réalité America's Best Dance Crew. La compétition est considérée comme la plus grande compétition de danse au monde avec plus de 50 pays en compétition chaque année,. Le concours s'est déroulé chaque année depuis sa création en 2002, sauf en 2020 en raison de la pandémie de Covid-19.

## Format
La compétition dure une semaine et débute avec le défilé des nations. S'ensuit une série de compétitions et de tours éliminatoires au cours des jours suivants. La compétition comporte trois tours : le tour préliminaire, où toutes les équipes se produisent à l'issue d'un tirage au sort informatique effectué par l'organisateur de l'événement, le tour des demi-finales, où l'ordre de performance est basé sur l'ordre inverse des scores du tour préliminaire, et le tour final. Toutefois, la décision d’organiser une demi-finale est prise par l’organisateur de l’événement.
Une équipe qui inclut dans sa performance 3 styles de danse différents obtient le maximum de point pour ce critère (1.0). Si la prestation du groupe ne comprend que 2 styles de danse différents, alors il obtient la moitié de la note (0.5). Enfin, si l'équipe se restreint à un seul style de danse, elle se verra attribuer la note de (0.25). Parallèlement, les groupes doivent s'appliquer à respecter les bases, les pas fondamentaux, l'attitude de chaque style qu'ils présentent, afin de respecter la culture de chaque style urbain.

### Jury
Le jury est constitué de 6 membres et d’un juge principal pour les compétitions comptant 50 équipes ou moins. Si la compétition accueille plus de 50 groupes, alors le jury comporte 8 membres et un juge principal. La moitié des juges évaluent la routine en fonction des critères de performance et l’autre moitié en fonction des critères de compétence. Cependant, dans un panel de huit 8 juges, les scores de performance et de compétence les plus élevés et les plus bas seront écartés, et le reste sera moyenné puis totalisé pour le calcul du score final. Parmi les 8 juges, l'un est aussi chargé de détecter toute infraction commise pas les danseurs, et déduire immédiatement les points de pénalité de la note finale.

### Catégories et limites de participation
Ci-après, les différentes catégories avec les nombres de participants minimum et maximum acceptés pour chaque : 
- Junior Division : 5 à 9 membres, âgés de 7 à 13 ans
- Varsity division : 5 à 9 membres, âgés de 14 à 17 ans
- Adult division : 5 à 9 membres, âgés de 18 ans et plus
- MiniCrew Division : 3 membres, pas de limite d'âge
- MegaCrew Division : 10 à 40 membres, sans limite d'âge
- Junior Varsity (JV) MegaCrew division : 10 à 40 membres, âgés de 17 ans et moins

Un membre dont l’âge se situe entre deux catégories au cours de l’année de compétition (se terminant le 31 décembre) peut concourir dans l’une ou l’autre division au cours de cette année. Par exemple, un jeune de 12 ans qui aura 13 ans à la fin de l’année peut concourir dans la catégorie Junior ou Varsity. De même, un jeune de 17 ans qui atteint l'âge de 18 ans au cours de l'année de compétition peut concourir dans la catégorie Varsity ou Adult.
Un danseur ne peut concourir que dans deux catégories au maximum. De plus, un groupe ne peut pas avoir plus d'un tiers de ses membres en compétition dans un autre groupe de la même catégorie. Et les membres d'un MegaCrew ne peuvent pas inclure plus d'un tiers des membres d'un MegaCrew Junior concourant dans la même compétition.

### Les champions en titre
Le champion en titre est le groupe vainqueur du championnat de l'année précédente. Il peut revenir pour défendre son titre. Dans ce cas, il doit se produire lors de la demi-finale pour recevoir une note. S'il n'y a pas de demi-finale, il passe lors du tour préliminaire.
La phase finale de la compétition réunit les équipes qualifiées lors des demi-finales ainsi que le champion en titre, s'il y en a un. Le champion en titre passera automatiquement en finale et sera le dernier à passer, quel que soit son score au tour préliminaire ou en demi-finale.

### Pénalités
Les actions suivantes ne sont pas autorisées pendant la compétition. Un groupe qui commet l'une des actions suivantes recevra une déduction (généralement entre 0,05 et 1 point par action) ou une disqualification, selon sa gravité :
- Départ tardif – l'équipe dépasse le temps imparti de 20 secondes pour se placer sur scène.
- Pré-départ - l'équipe met plus de 10 secondes à se placer dans leur position de départ après être rentré sur scène
- Faux départ - un ou plusieurs membres effectuent un mouvement avant le début de la musique et qui oblige l'équipe à redémarrer.
- Non-présentation - l'équipe ne se présente pas sur scène et ne prend pas sa position de départ dans les 60 secondes après avoir été appelée.
- Sortie de scène incorrecte - l'équipe doit obligatoirement sortir par les zones désignées pour. Il est interdit de sauter ou de faire des saltos depuis la scène.
- Grandstanding - l'équipe reste démesurément sur scène à la fin de sa performance à poser ou autre.
- Gestes obscènes - Les gestes, commentaires ou mouvements obscènes, indécents, vulgaires, sexuels ou offensants sont strictement interdits, y compris, les attrapages d'entrejambe, les gifles sur les fesses, les doigts d'honneur, etc.
- Mouvements trop dangereux - tout mouvement qui n'appartient clairement à aucun style de danse et qui peut entraîner des blessures graves s'il n'est pas bien exécuté est interdit.
- Crossovers en coulisses - voyager derrière la scène pour se rendre de l'autre côté de la scène, hors de la vue du public.
- Chute majeure - un membre du groupe tombe lors d'un porter, d'une figure ou autre, sans que ce soit récupérable.
- Chute mineure - désigne une erreur accidentelle très visible pendant la performance qui est récupérable, ou un membre de l'équipage qui trébuche, ou tombe pendant la performance et se rattrape.

D'autres actions peuvent également entraîner des déductions de points :
- le non-respect de la durée requise de la performance l'utilisation excessive d'éléments de gymnastique, de théâtre, de culture, de folklore ou de danse traditionnelle
- les tenues inappropriées
- l'utilisation d'huiles corporelles, de peintures ou d'autres substances appliquées sur le visage/corps qui pourraient affecter la zone de performance et/ou créer ou améliorer une apparence théâtrale excessive
- des vêtements ou des accessoires jetés dans le public[5]

## Gagnants et podiums

### Par le nombre de victoires et de podiums par pays
Le tableau utilise les données officielles fournies par le Hip Hop International (HHI), qui excluent les battles mondiales,,.

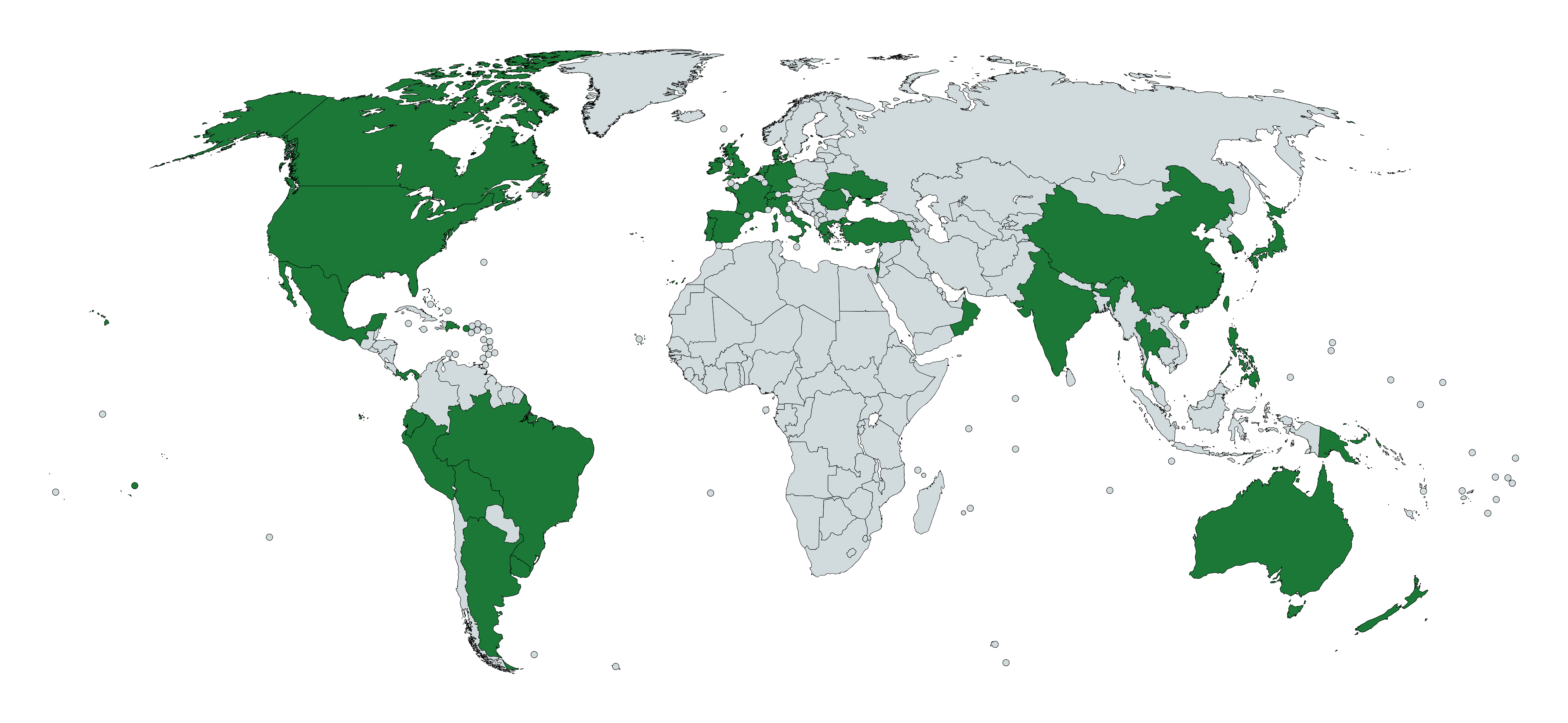
Pays participants au Championnat du monde de danse hip-hop 2024.

| Rank | Name               | Médaille d'or | Médaille d'argent | Médaille de bronze | Total |
| ---- | ------------------ | ------------- | ----------------- | ------------------ | ----- |
| 1    | Japan              | 15            | 21                | 14                 | 50    |
| 2    | New Zealand        | 12            | 14                | 14                 | 40    |
| 3    | Canada             | 13            | 9                 | 13                 | 35    |
| 4    | United States      | 11            | 12                | 9                  | 32    |
| 5    | Philippines        | 10            | 5                 | 12                 | 27    |
| 6    | Thailand           | 6             | 3                 | 1                  | 10    |
| 7    | Russia             | 5             | 2                 | 1                  | 8     |
| 8    | Mexico             | 4             | 3                 | 2                  | 9     |
| 9    | France             | 2             | 0                 | 1                  | 3     |
| 9    | United Kingdom     | 2             | 0                 | 1                  | 3     |
| 11   | Argentina          | 2             | 0                 | 0                  | 2     |
| 12   | Trinidad & Tobago  | 1             | 2                 | 1                  | 4     |
| 13   | South Korea        | 1             | 1                 | 2                  | 4     |
| 14   | Netherlands        | 1             | 0                 | 1                  | 2     |
| 15   | Papua New Guinea   | 1             | 0                 | 0                  | 1     |
| 16   | Australia          | 0             | 3                 | 1                  | 4     |
| 16   | Dominican Republic | 0             | 3                 | 1                  | 4     |
| 18   | Italy              | 0             | 2                 | 1                  | 3     |
| 19   | Malaysia           | 0             | 1                 | 1                  | 2     |
| 20   | Spain              | 0             | 1                 | 0                  | 1     |
| 21   | India              | 0             | 0                 | 2                  | 2     |
| 21   | Ireland            | 0             | 0                 | 2                  | 2     |
| 23   | Singapore          | 0             | 0                 | 1                  | 1     |

### Par division
| Year | Gold                     | Silver                     | Bronze               |
| ---- | ------------------------ | -------------------------- | -------------------- |
| 2002 | Total Workout Dance Crew | NC                         | NC                   |
| 2003 | Extreme                  | Urban Moves                | CS Allstars          |
| 2004 | Extreme                  | Eclectik                   | Foundation           |
| 2005 | Plague                   | Eclectik                   |                      |
| 2006 | Philippine All-Stars     | Dziah                      | Eclectik             |
| 2007 | Eclectik                 | Kaba Modern                | Philippine All-Stars |
| 2008 | Philippine All-Stars     | Eclectik                   | Kaba Modern          |
| 2009 | R.A.F. Crew              | Neutral Zone Adults        | Joyce & The Boys     |
| 2010 | ReQuest                  | Poreotics                  | Fly Girlz            |
| 2011 | Plague                   | ReQuest                    | Instant Noodles      |
| 2012 | The Crew                 | Neutral Zone               | Academy of Villains  |
| 2013 | Rockwell Family          | Identity                   | Elecoldxhot          |
| 2014 | Brotherhood              | Zboyz                      | Rockwell Family      |
| 2015 | The Bradas               | Romançon                   | Kings United         |
| 2016 | The Bradas               | Prophecy                   | Outlawz              |
| 2017 | S-Rank                   | Monspace Malaysia All Star | The D                |
| 2018 | CBAction                 | Da Republik                | The Peepz            |
| 2019 | Banda ILL                | Awesome                    | LFG                  |
| 2021 | Banda ILL                | Woodpecker                 | The Lions            |
| 2022 | Awesome                  | Sweet Feet                 | I-Descendant         |
| 2023 | HQ                       | Sweet Feet                 | I-Descendant         |
| 2024 | Wan Squad                | The Peepz                  | HQ                   |

| Year | Gold            | Silver         | Bronze               |
| ---- | --------------- | -------------- | -------------------- |
| 2002 | Divas           | NC             | NC                   |
| 2003 | Groove          | 2 Hot          | Mini Shock           |
| 2004 | Junction8       | Mini Shock     | Groove               |
| 2006 | Mini Shock      | Next Jr.       | Streets Ahead        |
| 2007 | Freshh          | Next Jr.       | Tom Boy              |
| 2008 | Next Jr.        | Sound Energy   | Jukebox Jnrs         |
| 2009 | Lil' Phunk Boyz | Monsoon        | Freshh               |
| 2010 | Star Team       | Freshh 2.0     | Lil Hustlers         |
| 2011 | Bubblegum       | Lil Saintz     | Star Team            |
| 2012 | Bubblegum       | Flip           | Onizawa Ikka         |
| 2013 | Flip            | Bubblegum      | Shinyy-T             |
| 2014 | Freshh 2.0      | Tao            | Bubblegum            |
| 2015 | Chapkidz        | Next Jr.       | Youngster            |
| 2016 | Teenagers       | Scream         | Bubblegum            |
| 2017 | Blast           | Queen BZ       | Next Jr.             |
| 2018 | Awesome Junior  | Next Jr.       | Freshh 2.0           |
| 2019 | Awesome Junior  | Next Jr.       | Lil Saints           |
| 2021 | Funky Monkey    | Awesome Junior | Kana Boon! Jr.       |
| 2022 | Awesome Junior  | Next Jr.       | I Dass All Your Team |
| 2023 | Next Jr.        | Monsoon        | J.B. Star            |
| 2024 | Next Jr.        | Awesome Junior | Sweet Sisters        |

| Year | Gold                | Silver                           | Bronze                  |
| ---- | ------------------- | -------------------------------- | ----------------------- |
| 2011 | The Royal Family    | Super Galactic Beat Manipulators | Praise Team             |
| 2012 | The Royal Family    | GRV                              | UP Streetdance Club     |
| 2013 | The Royal Family    | Praise Team                      | UP Streetdance Club     |
| 2014 | A-Team              | ID Co                            | Flyographers Dance Team |
| 2015 | Lock N Lols         | The Royal Family                 | A-Team                  |
| 2016 | UPeepz              | Lock N Lols                      | Royal Family Varsity    |
| 2017 | UPeepz              | Da Republik                      | Legit Status            |
| 2018 | The Jukebox         | Fusion                           | Kindred                 |
| 2019 | Kana-Boon! All Star | The Jukebox                      | Legit Status            |
| 2021 | Art of Motion       | J.B. Star                        | Kana-Boon! All Star     |
| 2022 | DM Nation           | Chapkis Dance Family             | Mega Unity              |
| 2023 | Legit Status        | Da Republik                      | UP Streetdance Club     |
| 2024 | UPeepz              | Ping Pong Alpha                  | Da Republik             |

| Année | Or                    | Argent    | Bronze          |
| ----- | --------------------- | --------- | --------------- |
| 2022  | Super Junior MegaCrew | ID Yung   | Freshh Megacrew |
| 2023  | Super Junior MegaCrew | ID Yung   | Chapkidz        |
| 2024  | Alpha MegaCrew        | Étoile JB | A-Kidz          |

| Year | Winners       | Winners      | Ref.   |
| Year | Country       | Dancer       | Ref.   |
| ---- | ------------- | ------------ | ------ |
| 2008 | Germany       | Jo Dance     |        |
| 2009 | United States | Omar Thomas  |        |
| 2011 | United States | Tiffany Bong |        |
| 2012 | United States | Hurrikane    | [ 10 ] |
| 2013 | United States | Fire Lock    | [ 11 ] |
| 2014 | United States | Joe Styles   | [ 12 ] |
| 2016 | United States | Riot         | [ 13 ] |
| 2017 | South Korea   | Re-Bel       | [ 14 ] |
| 2018 | United States | Glytch       | [ 15 ] |
| 2019 | Japan         | Natsuna      | [ 16 ] |

| Year | Winners       | Winners         | Ref.   |
| Year | Country       | Dancer          | Ref.   |
| ---- | ------------- | --------------- | ------ |
| 2008 | United States | Poppin' John    |        |
| 2009 | France        | Marie Poppins   |        |
| 2011 | United States | Bionic          |        |
| 2012 | United States | Big Heart Break | [ 17 ] |
| 2013 | United States | Kid Boogie      | [ 18 ] |
| 2014 | United States | Slim Boogie     | [ 19 ] |
| 2016 | Switzerland   | Poppin C        | [ 20 ] |
| 2017 | Canada        | Monsta Pop      | [ 21 ] |
| 2018 | Japan         | Madoka Suzuki   | [ 22 ] |
| 2019 | China         | Sean            | [ 23 ] |

| Année | Gagnants    | Gagnants | Réf.   |
| Année | Pays        | Danseur  | Réf.   |
| ----- | ----------- | -------- | ------ |
| 2019  | Netherlands | Shahin   | [ 24 ] |